# Ángeles Cruz
Ángeles Cruz (Heroica Ciudad de Tlaxiaco, 1969) és una actriu, guionista i directora de cinema mexicana. En els seus treballs cinematogràfics com a directora i guionista trasllada la denúncia social com a dona, indígena i lesbiana. Ha estat reconeguda amb el Premi Ariel i La Palmita EFM del XVI Tour de Cinema Francès.

## Biografia
És originària de la comunitat Villa Guadalupe Victoria, a San Miguel el Grande, una comunitat majoritàriament indígena en l'alta muntanya d'Oaxaca. La seva llengua materna és l'espanyol i la seva llengua paterna el mixtec. En la seva comunitat no hi havia llum elèctrica, aigua, no hi havia cinema. Durant setze anys va veure una sola pel·lícula, El joven Juárez que la tenia el seu pare en 16 mm i de la qual es coneixia tots els plans. "Quan vaig veure per primera vegada la pel·lícula en un cinema, em va transformar, em va moure tot el tapet" explica.
Volia ser enginyera agrònoma i dedicar-se al camp, però la seva família va haver d'emigrar primer a Tlaxiaco i més tard a Oaxaca on va canviar la seva perspectiva gràcies al mestre Sergio Santamaría.
Va estudiar al Centre d'Educació Artística Miguel Cabrera, a Oaxaca i posteriorment va realitzar la llicenciatura en Actuació a l'Escuela de Arte Teatral de l'INBA a Ciutat de Mèxic on va començar estudiant teatre i fent treballs de cinema com a actriu.
En 1994 comença amb els seus primers papers al cinema. La seva primera pel·lícula com a actriu va ser la pel·lícula suec-danesa La hija del puma sobre les massacres ocorregudes a Guatemala sobre els indígenes. Va estar nominada per aquesta primera pel·lícula per l'Acadèmia Sueca com a millor actriu.
En 2011 va començar a escriure les seves pròpies històries i va començar a dirigir quan va tenir una història que contar. Va ser Ruben Luengas qui li va animar a fer-ho. Primer li va demanar ajuda a la seva amiga María Renée Prudencio qui la va secundar en el guió La tiricia o cómo curar la tristeza on va començar a dirigir. Va ser produït per l'Instituto Mexicano de Cinematografía i va obtenir l'Ariel a Millor Curtmetratge ei 2013, així com la Palmita que atorga el Tour de Cinema Francès, La Diosa de Plata, el Premi Gènere a Lambayaque el Perú, esments especials a Huelva, etc.
A partir d'aquí va continuar amb els seus curts La carta, Arcángel fins que va arribar el seu primer llargmetratge com a directora: Nudo mixteco en el que hi treballen Miriam Bravo, Sonia Couoh i Noé Hernández que ja havien en els seus tres curts, un llargmetratge que va ser preparat en cinc anys. Les actrius van haver de viatjar en diverses ocasions per a conèixer millor sobre el terreny.

## Les dones en el focus

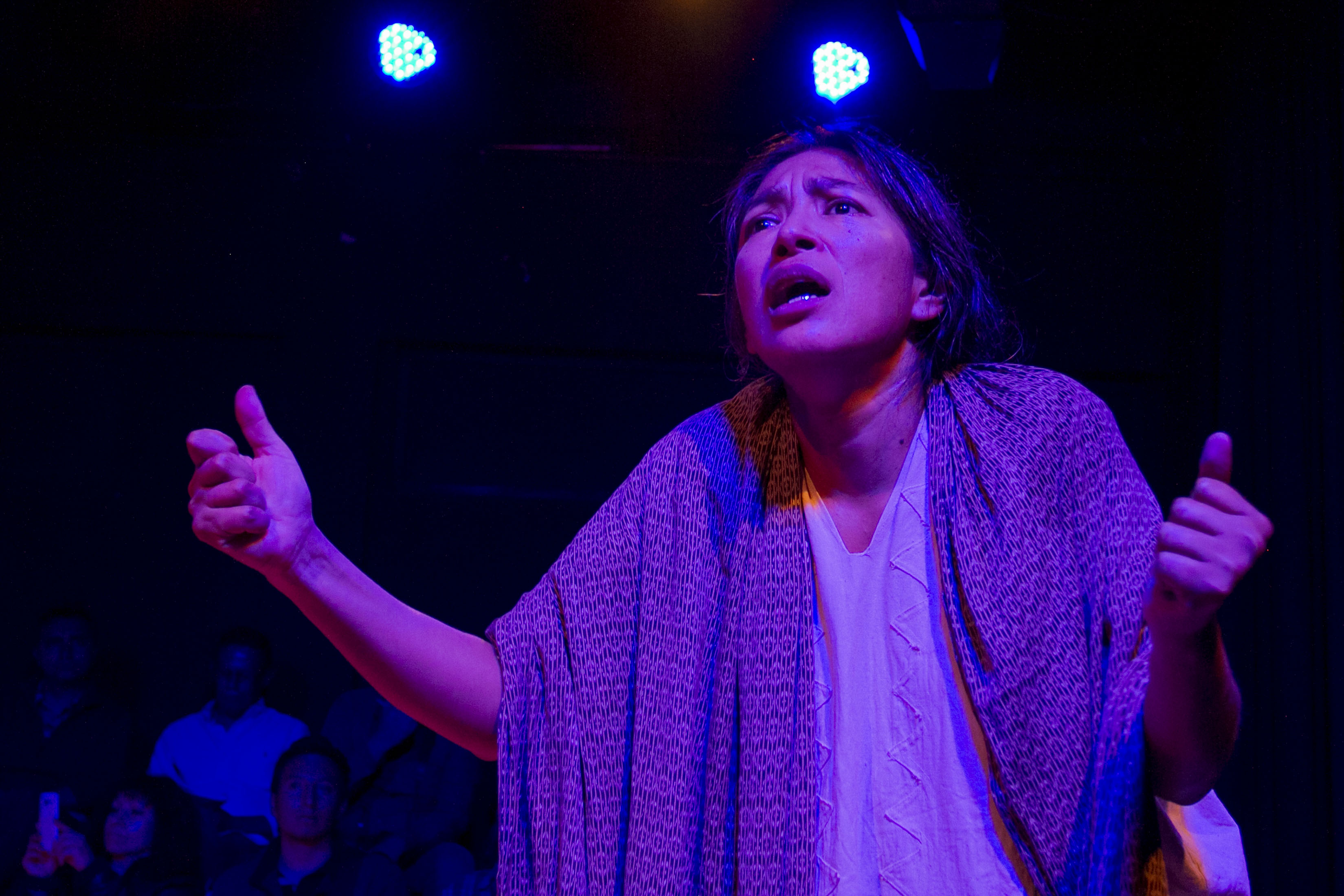
Ángeles Cruz a "El árbol" (2016).

Com a directora, ha treballat temes relacionats amb la sexualitat femenina i la violència de gènere. Va ser en conèixer un cas pròxim de violència el que la va motivar a escriure i dirigir el seu primer curt, La tiricia o de cómo curar la tristeza (2012) sobre l'abús infantil. "Per a mi el cinema s'ha convertit en un llenguatge que em porta a exposar el que em pregunto, la qual cosa m'incomoda, la qual cosa no puc respondre i comparteixo per respondre amb el públic també, per trobar una possible resposta. És una manera de curar-te l'ànima" explica.
A Nudo mixteco (2021) el germen del guió van ser tres monòlegs de les històries de les dones que estan en la pel·lícula. Va realitzar un taller d'escriptura amb Laura Santullo i d'allí va sortir amb un primer tractament d'un guió. Tres dones sense espai per poder decidir sobre les seves vides, un problema generalitzat a tot Mèxic. "Ser dona a Mèxic és difícil, ser dona a les comunitats és més complicat i el que jo narro és trobar aquest petit espai per a aquestes dones que puguin decidir sobre el seu propi destí" Nudo Mixteco és el nom que rep també a un conjunt de muntanyes que s'estan entrellaçant. Per poder filmar en la seva comunitat, Villa Guadalupe Victoria, va haver d'aprovar-se la realització de la seva pel·lícula.

### Dones lesbianes indígenes
Sobre les escenes explícites de l'amor entre dues dones, a Nudo mixteco Cruz considera que cal nomenar les coses i dir-les atès que s'han ocultat massa coses en aquest món. En la meva comunitat sembla que sempre es treballa en murmuris (...) l'homosexualitat ha estat assenyalada en el món per ignorància, per aquest entossudiment que existeix i per a la meva era important nomenar-ho i mostrar-ho de manera contundent, no deixar-ho a la imaginació, no censurar-me i deixar-ho que quedi en la línia de la imaginació i que l'espectador la completi. Sento que és una manifestació bellíssima l'amor i sento també que les dones lesbianes en les comunitats han romàs en la foscor, marginades. Es nomena l'homosexualitat masculina, tot des de la mirada masculina, a mi em semblava important nomenar-ho"

## Trajectòria

### Actriu

#### Cinema
- La Hija del Puma, d'Åsa Faringer i Ulf Hultberg, 1994.
- La otra conquista, de Salvador Carrasco, 1998.
- Rito terminal, d'Óscar Urrutia Lazo, 2000.
- Aro Tolbukhin, d'Agustí Villaronga, 2002.
- El violín, de Francisco Vargas, 2005.
- Espiral, de José Pérez Solano, 2008.
- Marcelino, pan y vino, de José Luis Gutiérrez, 2010.
- Cenizas Eternas, de Margarita Cadenas, 2011.
- La niña, de David Riker, 2012.
- Tamara y la catarina, de Lucía Carreras, 2016.
- Tiempo de Lluvia de Itandehui Jansen, 2018.
- Dos Fridas, d'Ishtar Yasin Gutiérrez, 2018.
- La Ira o el Seol, de Juan Mora, 2018.
- Traición, de Ignacio Ortiz, 2018.

#### Teatre
- Palabras, Fortunas de Andrómeda y Perseo
- Murmullos
- Estaba yo en casa y esperaba que lloviera
- La Tiricia

#### Televisió
- Aquí en la Tierra
- El Chapo
- Capadocia
- La malinche
- Lo que callamos las mujeres

### Directora
- La tiricia o de cómo curar la tristeza (Curtmetratge, 12 min) 2012;[12]
- La carta (Cortometraje, 17 min) 2014;[13]
- Arcángel (curtmetratge) 2018;[14]
- Nudo mixteco (llargmetratge) 2021

## Premis i nominacions
- 1994 nominada per l'Acadèmia Sueca com a millor actriu per La Hija del Puma.
- 2000 nominada al Premi Ariel a la millor coactuació femenina per Rito terminal.
- 2017 Colón de Plata com a Millor Actriu al Festival de Cinema Iberoamericà de Huelva i nominada a l'Ariel a millor actuació femenina en 2018.

### La tiricia o de cómo curar la tristeza(2012)
- La Palmita EFM del XVI Tour de Cine Francés, 2013 guanya l'Ariel al Millor Curtmetratge que atorga l'AMACC. Esment Especial del jurat GIFF. Esment Especial del jurat Festival Iberoamericà de Huelva. Premio Gènere al Festival de Lambayeque el Perú. Deessa de plata que atorga Periodistes Cinematogràfics A. C.

Nominada a Millor Guió juntament amb María Renée Prudencio pel Festival Pantalla de Cristall.

### La Carta(2014)
Millor curtmetratge de ficció Festival de cinema Kino-Ich, Tabasco. Millor curtmetratge de ficció FICH. 2015 Nominació a l'Ariel a Millor Curtmetratge de Ficció. Premi del Públic a Millor Curt de Drama del Outfest Los Angeles, els EUA. Esment especial Festival de Sant Lluís Potosí. 2016 Premi del Públic, al Millor Curtmetratge a Cologne LGBT film festival.

### Arcángel(2018)
- Coral a millor Curtmetratge de Ficció en el 40 Festival de Cinema Llatinoamericà de l'Havana.
- 2019: Millor Pel·lícula Narrativa Curta en Cinequest Film & Creativiti Festival, els Estats Units; Prix Revelation en CINÉLATINO 31es Rencontres de Tolosa, França; Millor Curtmetratge de Ficció an Ismailia Film Festival 21st. Egipte; Nominació a l'Ariel per part de l'AMACC a Millor Curtmetratge de Ficció 2019; Millor Curtmetratge Mexicà de Ficció a FICH 2019.

### Nudo mixteco(2021)
- Canvas Award a la millor pel·lícula al festival de cinema MOOOV a Bèlgica.[15]
- Premi Ariel a la millor opera prima.[16]